# Nikita Stalnov
Nikita Stalnov (Nikita Umerbekov até 2015), nascido a  14 de setembro de 1991 em Astana, é um ciclista profissional cazaque que atualmente corre para a equipa Astana Pro Team.

## Palmarés
2010
- 1 etapa da Volta Independência Nacional

2012
- 1 etapa da Tropicale Amissa Bongo

2016
- 3º no Campeonato do Cazaquistão Contrarrelógio

2017
- 2º no Campeonato do Cazaquistão Contrarrelógio

2018
- 2º no Campeonato do Cazaquistão em Estrada

## Resultados nas Grandes Voltas e Campeonatos do Mundo
| Carreira           | 2012 | 2013 | 2014 | 2015 | 2016 | 2017 | 2018 | 2019 |
| ------------------ | ---- | ---- | ---- | ---- | ---- | ---- | ---- | ---- |
| Giro d'Italia      | -    | -    | -    | -    | -    | -    | -    | -    |
| Tour de France     | -    | -    | -    | -    | -    | -    | -    | -    |
| Volta a Espanha    | -    | -    | -    | -    | -    | 145º | 104º | -    |
| Mundial em Estrada | -    | -    | -    | -    | -    | -    | Ab.  | -    |

-: não participa 

Ab.: abandono 